# Lars-Göran Petrov
Lars-Göran Petrov, spesso abbreviato in LG Petrov (Stoccolma, 17 febbraio 1972 – 7 marzo 2021), è stato un cantante svedese, conosciuto per il suo lavoro con la band death metal Entombed.

## Biografia
Petrov nacque a Stoccolma in Svezia da padre finlandese e da madre dell'ex Jugoslavia  (ora Macedonia del Nord). Ha iniziato la sua carriera come batterista della band Morbid. Questa, pur responsabile di pochissimo materiale, tra demo ed EP, viene considerata una band estremamente influente nel panorama death metal. Dopo lo scioglimento dei Morbid, nel 1988, Petrov si unì alla band Nihilist, dove il suo amico Nicke Andersson suonava la batteria. Qui Petrov prese il ruolo di cantante. Gli stessi Nihilist sono anche considerati una band di un certo rilievo nell'ambito del death metal, nonostante la pubblicazione di un esiguo numero di demo. Nel 1989, i Nihilist si sciolsero, e il bassista Johnny Hedlund fondò la band Unleashed. Gli altri membri formarono gli Entombed. Con gli Entombed, Lars-Göran Petrov pubblicò nove album in studio, tra cui il classico del death metal Left Hand Path.
Dopo dispute con il chitarrista Alex Hellid, gli altri membri degli Entombed formarono la band Entombed A.D., responsabile di tre album in studio fino ad oggi. Oltre al suo apporto vocale negli Entombed, Lars-Göran Petrov cantò nell'album di debutto Megatrends in Brutality della band Comecon (1992). Nel 2012 Petrov ha fondato la band Firespawn, pubblicando tre album in studio.
Nell'agosto 2020, è stato annunciato che Petrov aveva il cancro. Si trattava di un cancro al condotto biliare, considerato incurabile perché il tumore non poteva essere rimosso chirurgicamente. È morto nel marzo 2021.

## Discografia
Con i Morbid
- 1987 - Rehearsaldemo (Demo)
- 1987 - Rehearsal 07/08/1987 (Demo)
- 1987 - December Moon (Demo)
- 1988 - Last Supper... (Demo)
- 2000 - Live in Stockholm (Live album)
- 2001 - Death Execution III (Live album)
- 2010 - Ancient Morbidity (EP)
- 2017 - December Moon (Demo)

Con i Nihilist
- 1989 - Only Shreds Remain (Demo)
- 1989 - Drowned (Demo)
- 2005 - Nihilist (1987-1989) (Compilation)

Con i Comecon
- 1992 - Megatrends in Brutality
- 2008 - The Worms of God (Compilation)

Con gli Entombed
- 1990 - Left Hand Path
- 1993 - Wolverine Blues
- 1997 - DCLXVI: To Ride, Shoot Straight and Speak the Truth
- 1998 - Same Difference
- 2000 - Uprising
- 2001 - Morning Star
- 2003 - Inferno
- 2007 - Serpent Saints - The Ten Amendments

Con gli Entombed A.D.
- 2014 - Back to the Front
- 2016 - Dead Dawn
- 2019 - Bowels of Earth

Con i Firespawn
- 2015 - Lucifer Has Spoken
- 2015 - Shadow Realms
- 2017 - The Reprobate
- 2019 - Abominate